# غواصة أكولا
غواصة صنف أكولا (بالإنجليزية: Akula-class submarine)‏ (باللغة الروسية: Shchuka-B, 'Shchuka) بمعنى سمك الكراكي وهي غواصة روسية حاملة للرؤوس النووية، من مشروع 941، أو الإعصار (تايفون) بحسب تصنيف الناتو). أُنشئت في سنة 1986 في زمن الإتحاد السوفييتي وتمتلك الهند هذه الغواصة أيضاً. يصل طولها إلى 124 متراً، وعرضها 23 متراً، ويبلغ وزنها نحو 800 طن. الغواصة مصممة لحمل 20 صاروخا باليستيا نوويا من طراز ر-39 ذات 3 مراحل تعمل على الوقود الصلب، بمدى يبلغ 8300 كم، وتحمل ما يقرب من 200 رأس نووي. صنع هيكلها الخارجي من الفولاذ الخفيف وأقسام الطوربيد من التيتانيوم، تصميمها يسهل لها الإبحار تحت الثلوج والبقاء في البحر لمدة 180 يوما متواصلة. يتألف الجزء الحربي للغواصة من 10 رؤوس ذاتية التوجيه، وستة منظومات طربيد عيار 533 ملم، و8 منظومات دفاع جوي إيغلا.

## معرض صور

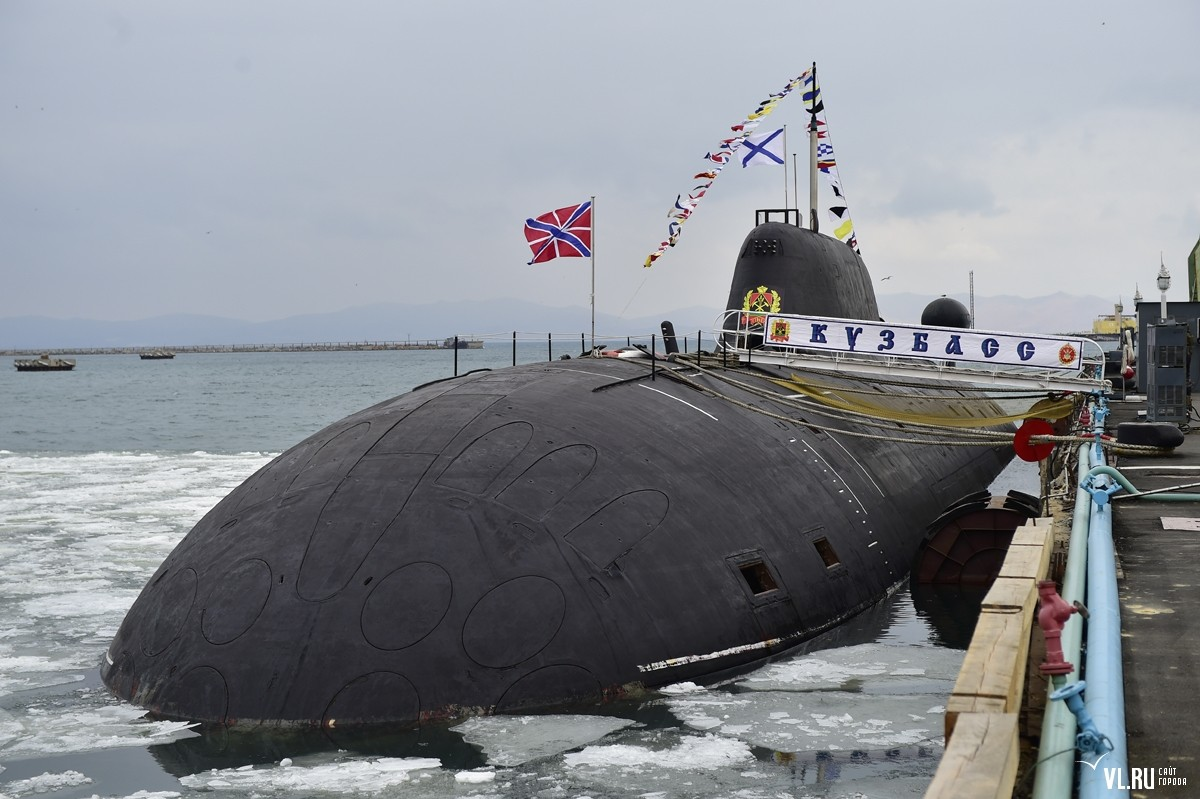
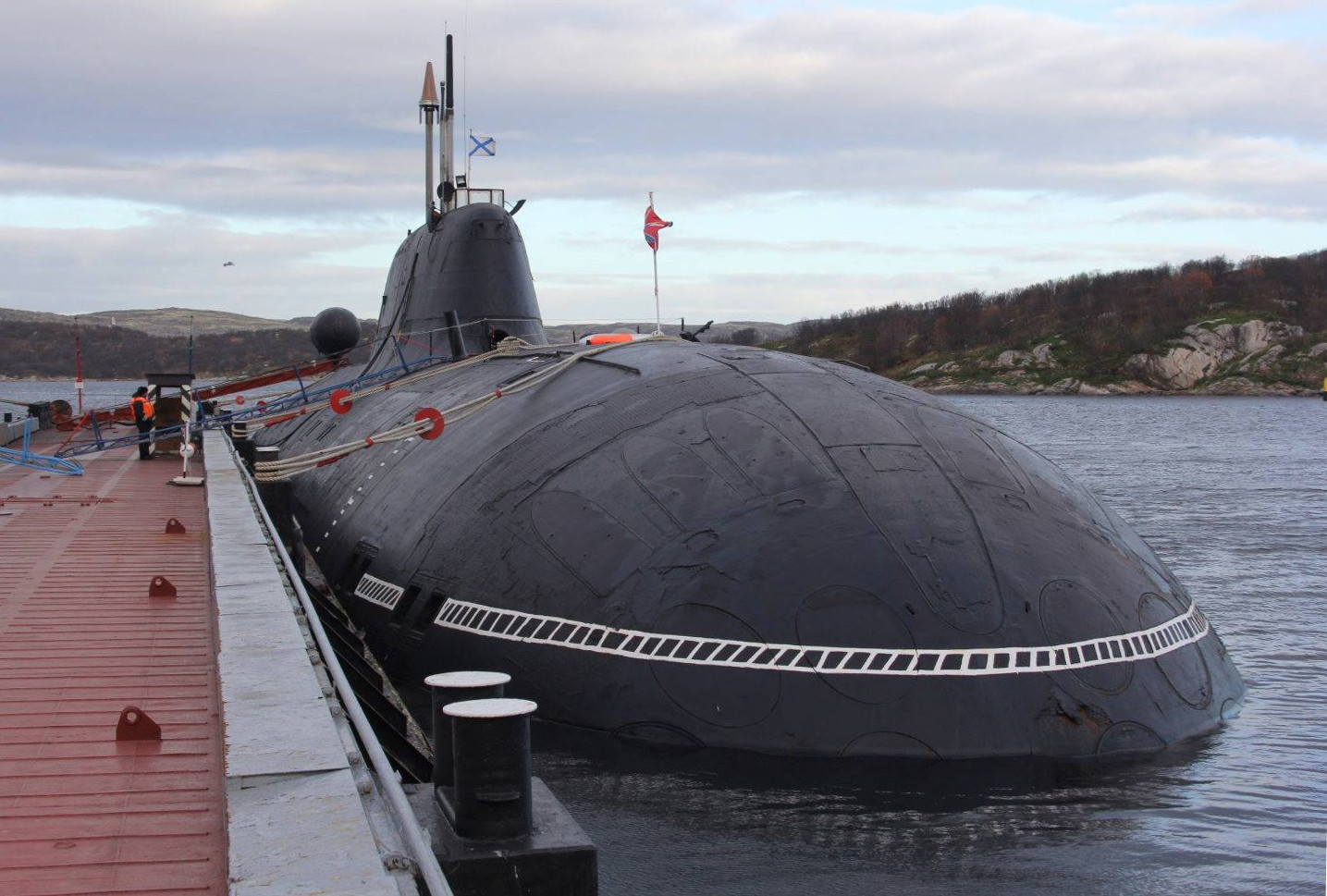
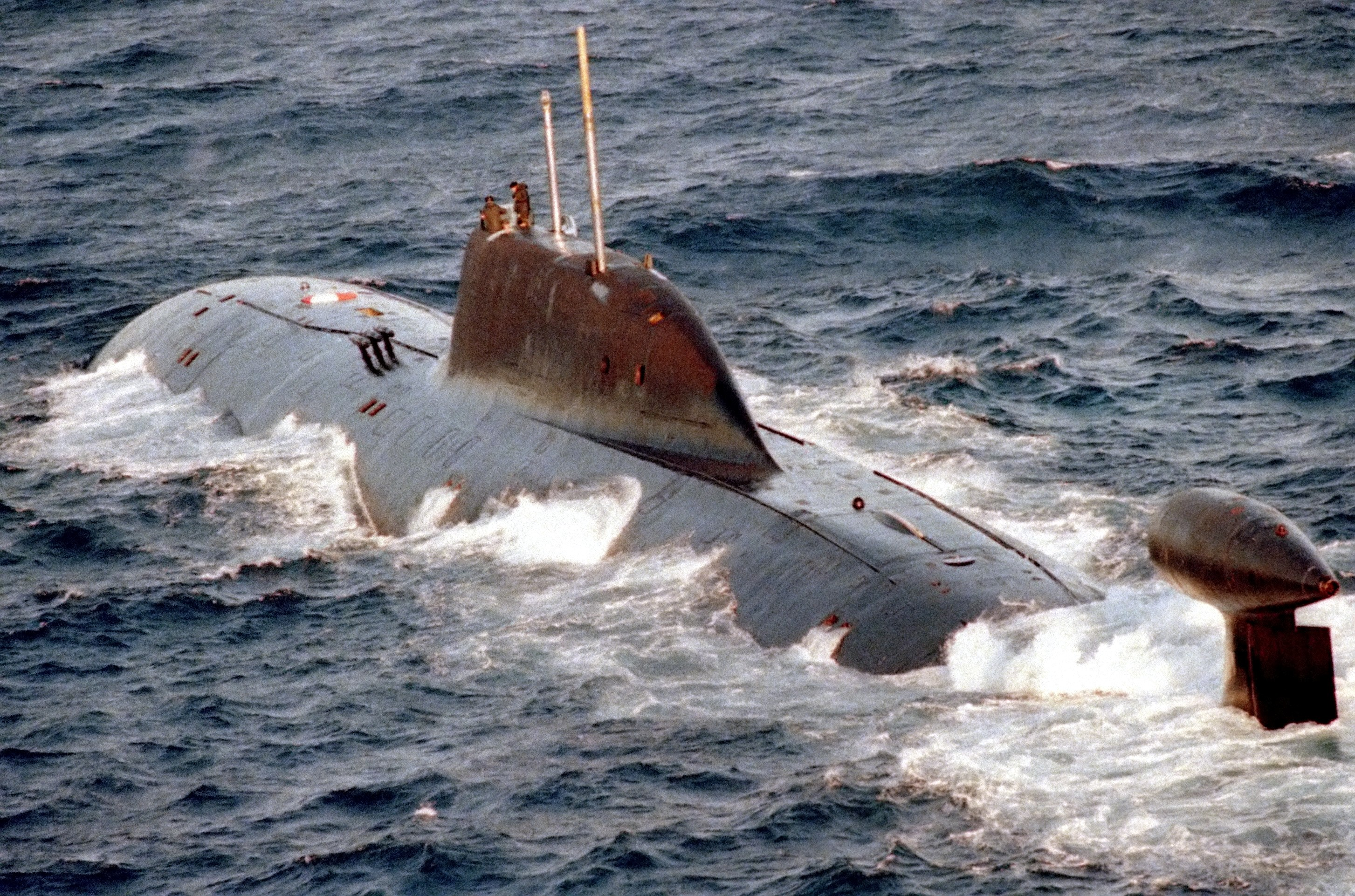
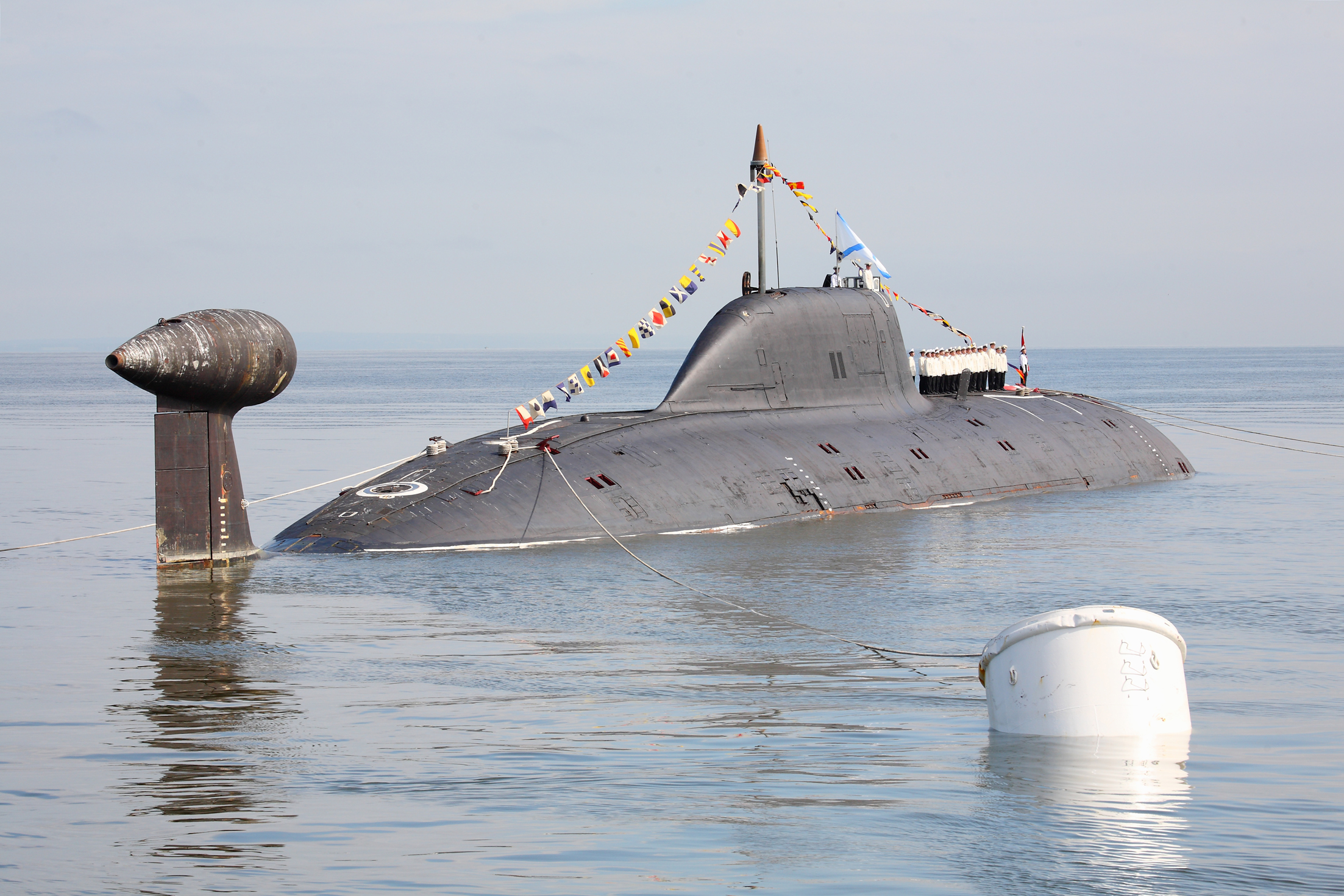